# Lasius jensi
Lasius jensi är en myrart som beskrevs av Seifert 1982. Lasius jensi ingår i släktet Lasius och familjen myror.

## Underarter
Arten delas in i följande underarter:
- L. j. jensi
- L. j. longiceps

## Bildgalleri

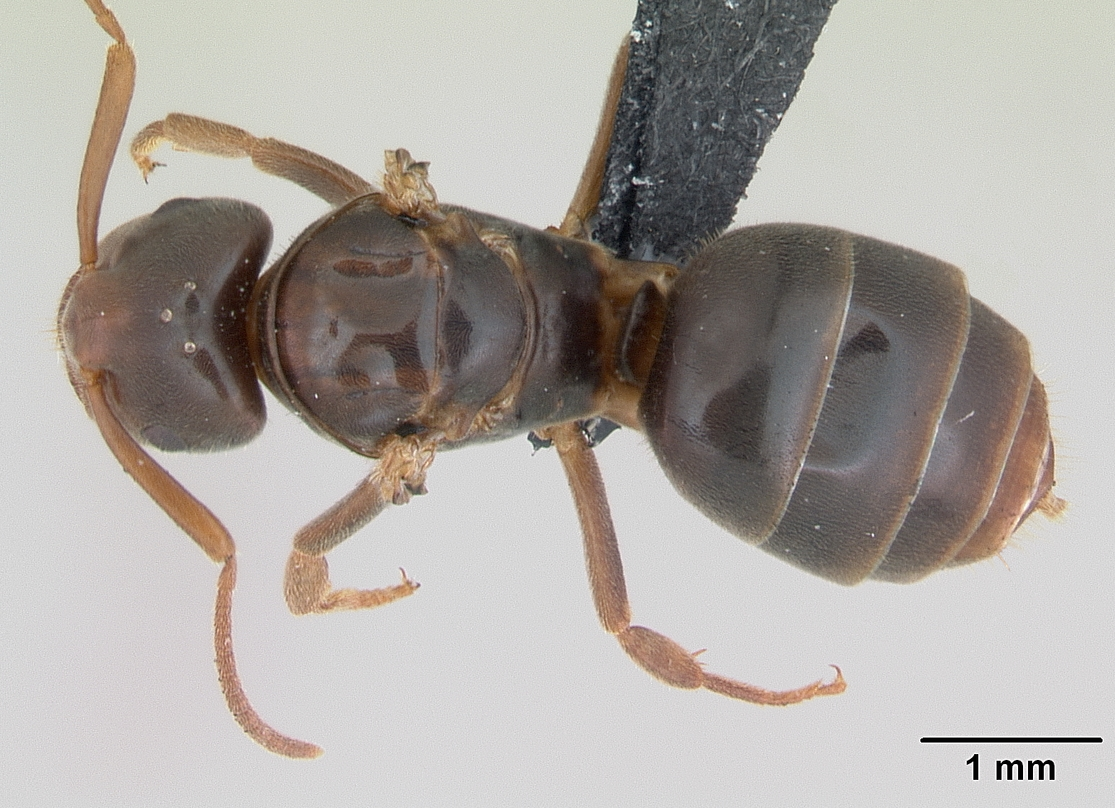
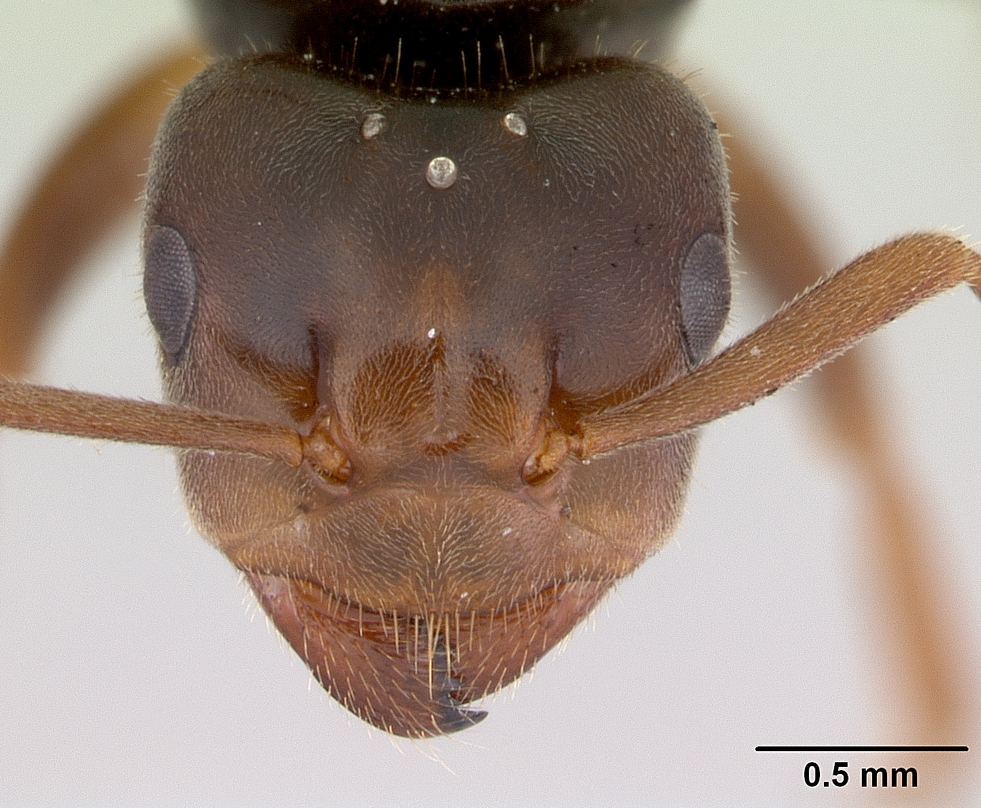
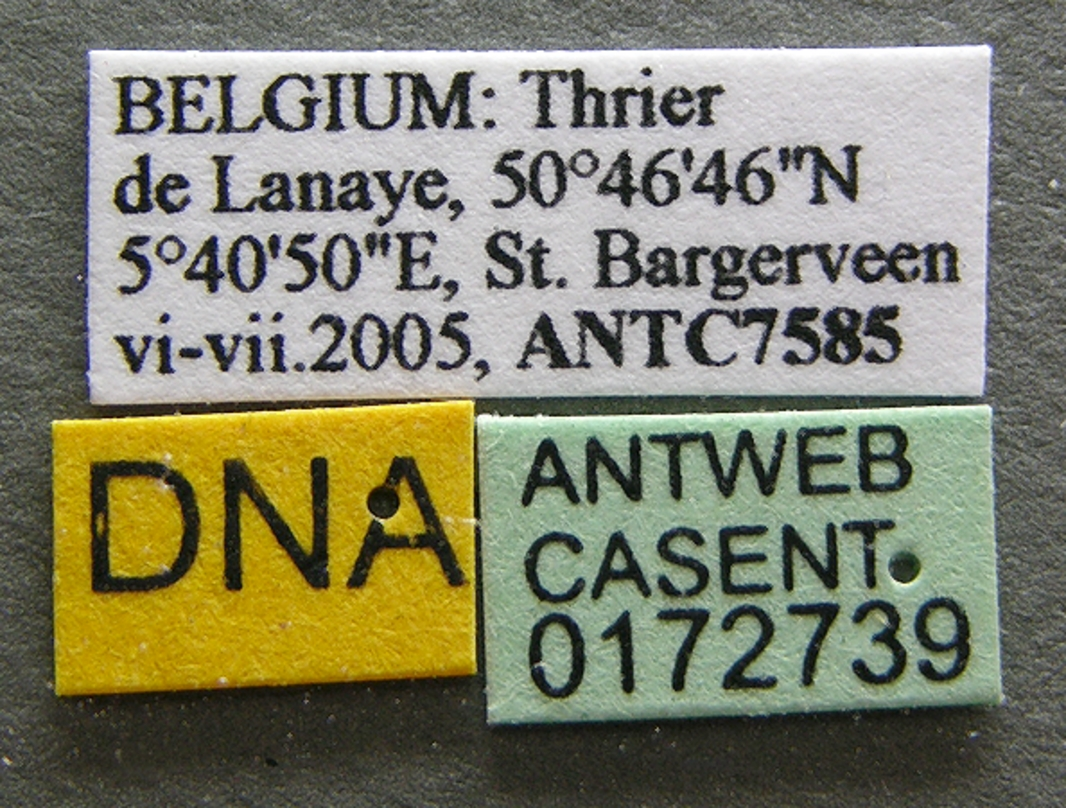
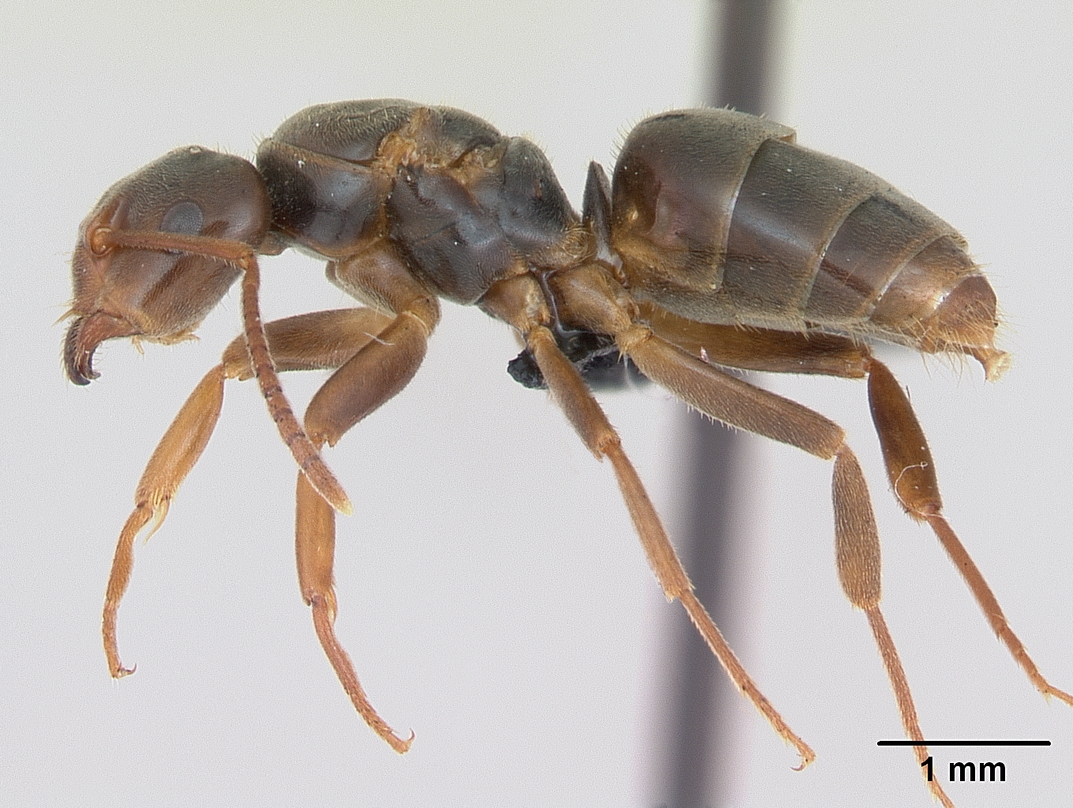